# Fernand Mousseau
Pour les articles homonymes, voir Mousseau.
Fernand Mousseau (né le 10 novembre 1920 à Hull et mort le 26 avril 2010 à Gatineau), est un membre des Forces canadiennes devenu célèbre dans les milieux militaires pour sa participation à la libération de Paris. En effet, lors de l'invasion de la Normandie par les Alliés, Mousseau est l'un des rares Canadiens à participer à la libération en août 1944. Il est également un homme d'affaires éminent de sa communauté et un fonctionnaire remarquable. Mousseau a reçu la Légion d'honneur française en 2006 pour son implication dans la libération de Paris.

## Biographie

### Carrière militaire
Né le 10 novembre 1920 à Hull, au Québec, Fernand Mousseau faisait ses études à l'Université d'Ottawa durant l'année 1940. La même année, il s'est inscrit au corps de formation des officiers et a été transféré au Régiment de Hull. Il a été promu lieutenant au camp d'entraînement d'officiers de Brockville et a été transféré à l'école des officiers candidats à Saint-Jérôme, au Québec. En 1942, Mousseau se joint à l’unité montréalaise, Les Fusiliers Mont-Royal, afin de contribuer à la renaissance de l’unité décimée à la suite du désastreux raid de Dieppe.
Mousseau a rapidement grimpé dans les rangs. En 1944, à 23 ans, il est l'un des plus jeunes majeurs de l'armée. En juillet 1944, Mousseau est blessé lors d'une attaque à Beauvoir-Trotteval et est capturé à Caen par des soldats allemands. Mousseau a été emmené à Paris, où il a été soigné à l'Hôpital de la Pitié. Avec l'aide d'un réseau d'infirmières associées à la résistance, Mousseau s'est échappé de l'hôpital et a rejoint la Résistance française (Forces françaises de l'intérieur). Fort de son expérience militaire et de son esprit vif, Mousseau a été mis au commandement d'une cellule de résistance au cœur de Paris, dont le siège est à la préfecture de police locale. Durant cette période, il participa à plusieurs raids contre l'ennemi afin de perturber le trafic à Paris en vue de la libération de Paris. Lorsque les alliés s'installèrent à Paris, Mousseau retourna en Angleterre et rejoignit son unité en Belgique. De retour en service en tant que commandant de compagnie, Mousseau commandait le contingent des Fusiliers Mont-Royal qui occupait Berlin en 1945. En octobre 1945, il revint à Montréal et occupa le poste de commandant adjoint des Fusiliers Mont Royal. Pour ses actions en France, Mousseau a reçu la Croix de guerre avec étoile d'argent.

### Après la guerre

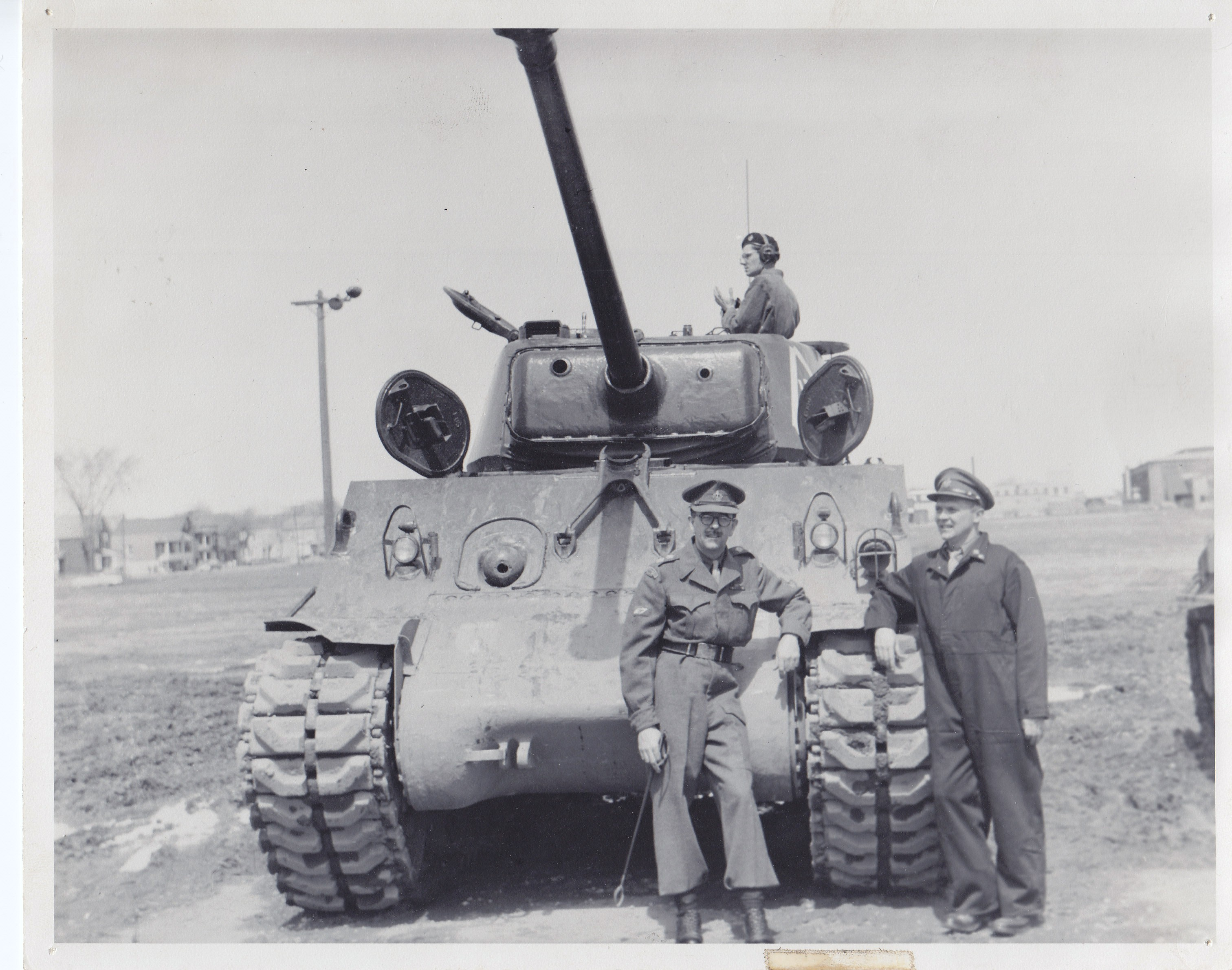
Le Régiment de Hull en plein entraînement au camp de Petawawa, en 1954.

La guerre terminée, Mousseau regagna sa ville natale et son unité d'appartenance, Le Régiment de Hull. Il a terminé ses études en comptabilité et est devenu directeur général d'une entreprise de construction. Dans les années qui ont suivi, Mousseau a été un fonctionnaire prospère et a exercé diverses fonctions de direction. En 1948, Fernand Mousseau est promu lieutenant-colonel et prend le commandement du Régiment de Hull jusqu'en 1952. Il devient ensuite colonel honoraire du Fusiliers Mont-Royal. Il est récipiendaire, en 2004, de la Médaille de l'Assemblée nationale. En 2006, il a été intronisé à la Légion d'honneur en tant que chevalier.

### Mort
Fernand Mousseau décède le 26 avril 2010 au Foyer du bonheur situé dans le secteur Hull de Gatineau. Ce dernier souffrait de la maladie d'Alzheimer. Le colonel Mousseau a eu droit à une cérémonie militaire complète et a été porté par des membres du Régiment de Hull et des Fusiliers Mont-Royal. 